# La niña enferma (Munch)

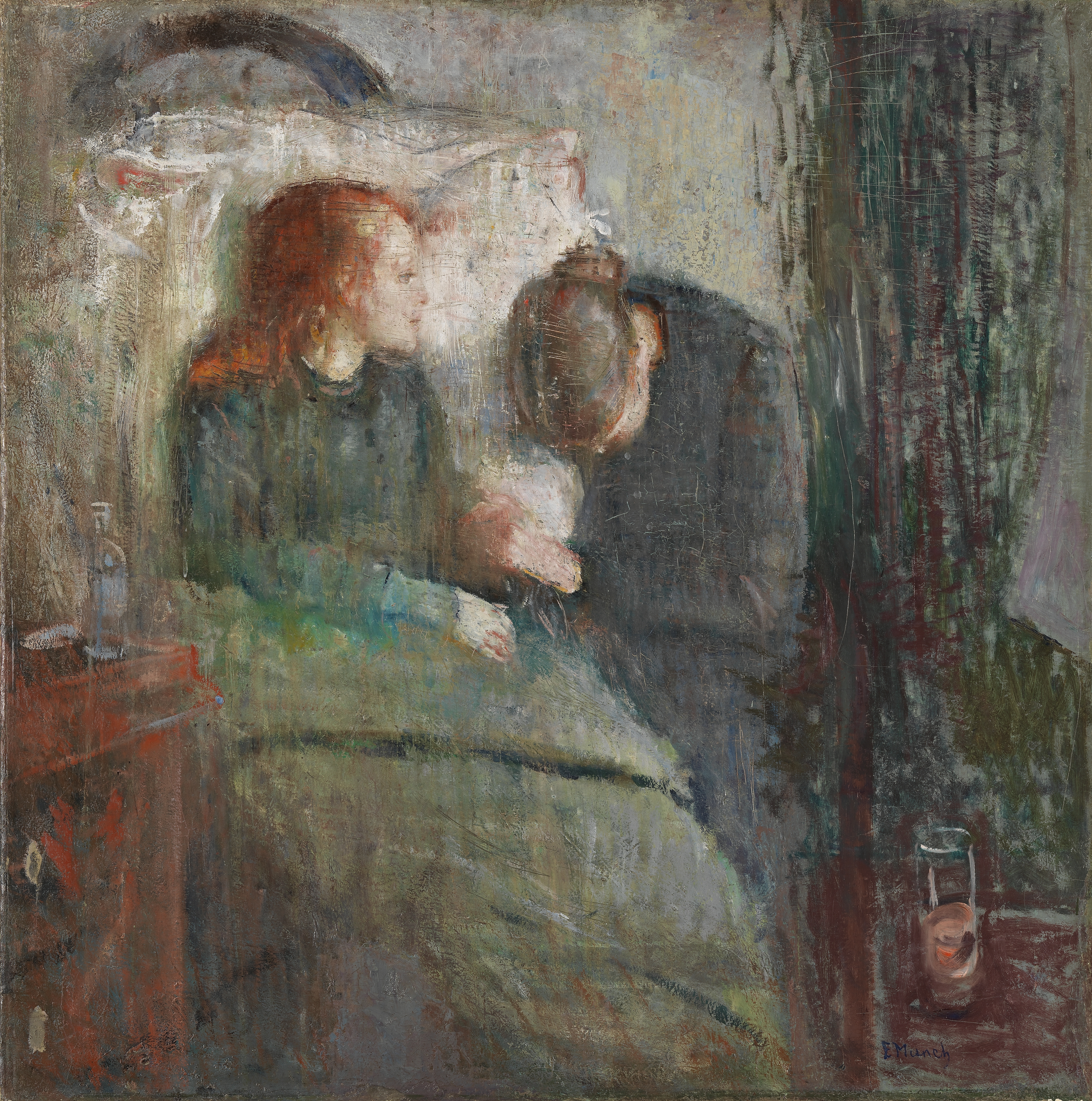
Edvard Munch, La niña enferma, 1885–86. La versión original. Nasjonalgalleriet, Oslo.

La niña enferma (en noruego, Det syke barn) es el título dado a un grupo de seis pinturas y numerosas litografías, grabados a punta seca y aguafuertes realizado por el artista noruego Edvard Munch entre 1885 y 1926. Todos plasman el momento antes de la muerte de su hermana mayor Johanne Sophie (1862–1877) de tuberculosis a los 15 años. Munch regresó a este acontecimiento profundamente traumático repetidamente en su arte, completando seis pinturas al óleo y muchos estudios en varios medios, en un periodo de más de 40 años. En los trabajos, Sophie es siempre mostrada en su lecho de muerte acompañada por una apenada mujer morena, probablemente su tía Karen. En todas las versiones pintó a Sophie sentada en una silla, evidentemente padeciendo dolor, apoyada en una almohada blanca grande, mirando hacia una ominosa cortina oscura probablemente pretendida como símbolo de muerte. Es mostrada con una expresión angustiada, agarrando las manos de la mujer más mayor que parece querer consolarla pero cuya cabeza está inclinada como si no pudiera soportar mirar a la chica más joven a los ojos.
Durante su carrera, Munch regresó a menudo a y creó varias variantes de estas pinturas. La niña enferma se convirtió para Munch —que casi muere de tuberculosis también de niño— en un medio para registrar su desesperación y remordimientos por haber sobrevivido y afrontar su sentimiento de pérdida por su querida hermana difunta. Se obsesionó con la imagen, y durante las décadas que siguieron creó numerosas versiones en gran variedad de formatos. Las seis pinturas al óleo fueron ejecutadas sobre un periodo de más de 40 años, utilizando varias composiciones diferentes.
La serie ha sido descrita como "un estudio vívido de los estragos de una enfermedad degenerativa". Todas las pinturas y muchos de los trabajos subsidiarios son considerados significativos en la obra de Munch. Una litografía de 1896 en negro, amarillo y rojo fue vendida en 2001 en, Sotheby's por 250 000 dólares.

## Las pinturas
Cada pintura muestra a Sophie de perfil, en su lecho de muerte, y evidentemente teniendo dificultades respiratorias, un síntoma de tuberculosis grave, avanzada. Está apoyada de cintura para arriba en una almohada blanca gruesa y grande que oculta parcialmente un espejo circular grande colgado en la pared detrás de ella. Está cubierta por una manta oscura y pesada. Tiene el cabello rojo y aparece frágil, con una palidez enfermiza y la mirada vacía. Mira hacia una cortina oscura y masiva que ocupa toda su izquierda, la cual muchos historiadores del arte interpretan como símbolo de muerte.

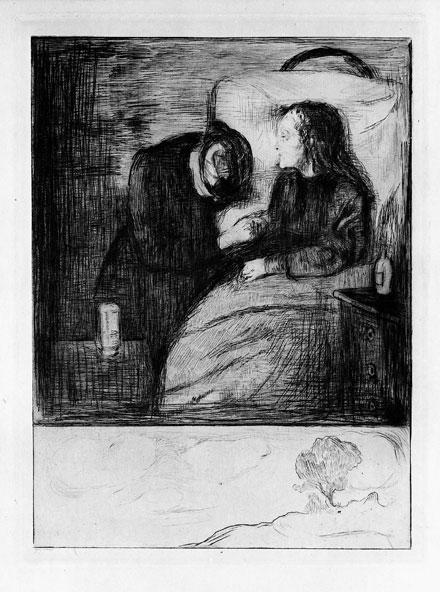
La niña enferma, 1895. Grabado a punta seca. El único trabajo de la serie en incluir una escena distinta, debajo de la habitación. Según el Museo Británico, puede que al incluir ese paisaje "tuviera la intención de contrastar la floreciente vida de la naturaleza con la muerte de la humanidad."

Una mujer morena y más mayor vestida de negro se sienta a su lado, sujetando su mano. El vínculo entre las dos está establecido a través de la unión de sus manos, las cuales están colocadas en el centro exacto de cada trabajo. Este agarre compartido es mostrado con tal patetismo e intensidad que los historiadores del arte creen que no solo las dos figuras comparten un vínculo emocional profundo, sino también un parentesco sanguíneo. Muy probablemente la mujer es Karen, la tía de Sophie. Algunos críticos han observado que la mujer está más afligida que la niña; en palabras de la crítica Patricia Donahue, " es casi como si la niña, sabiendo que nada más puede ser hecho, está consolando a una persona que ha llegado al final de su resistencia".
La cabeza de la mujer está inclinada, angustiada en la medida que parece incapaz de mirar directamente a Sophie. Debido a ello, su cara está oculta y el espectador solo puede ver la parte superior de su cabeza. Una botella está colocada en una mesilla o tocador a la izquierda. Un vaso puede ser visto a la derecha en una mesa vagamente descrita.
Las pinturas varían en su colorido. Blanco especialmente en las figuras en la primera de la serie, una representación del olvido. Más tarde, verde y amarillo como representaciones expresivas de la enfermedad, mientras en la mayoría de los trabajos los rojos representan la característica más dramática y física de la tuberculosis en su fase final: los esputos de sangre.

### Estilo
Cada pieza en la serie está fuertemente influida por las convenciones que luego adoptará el expresionismo, mientras son fuertemente impresionistas en la técnica. Las versiones pintadas están construidas mediante capas gruesas de pintura empastada, con pinceladas fuertes y verticales. El énfasis en la verticalidad da a los trabajos una sensación brumosa y aumenta su poder emotivo, un efecto que la crítica del arte Michelle Facos describió como presentando al espectador "una escena experimentada a corta distancia pero turbia, como vista a través de las lágrimas o el velo de la memoria".

### Versiones
Munch tenía solo 23 años cuando realizó la primera versión en 1885–86 y bastante dudoso sobre su capacidad, lo tituló provisionalmente Estudio. Munch completó seis pinturas tituladas La niña enferma. Tres están ahora en Oslo (1885–86, 1925, 1927), las otras en Gotemburgo (1896), Estocolmo (1907), y Londres (1907). Creó ocho estudios en aguafuerte y grabado a punta seca después de su avance en 1892, cuando la demanda por su trabajo creció.

La primera versión tardó un año en completarla. Munch lo encontró una experiencia infeliz y frustrante, y la tela fue trabajada y retocada casi obsesivamente. Entre 1885 y 1886 Munch pintó, borró y repintó la imagen, antes de finalmente llegar a una imagen que le dejó satisfecho. A menudo menciona los trabajos en sus diarios y publicaciones, y aparece fuertemente en su "El Origen del Friso de la vida" (Live Friesens tilblivelse). Más tarde escribe que la pintura de 1885–86 fue una lucha tan difícil que su conclusión marcó una importante "ruptura" en su arte. Munch explicó: "empecé como un impresionista, pero durante las convulsiones mentales y vitales violentas de la vida bohemia el Impresionismo me parecía insuficiente— tenía que encontrar una expresión para lo que conmovía mi mente ... La primera ruptura con el impresionismo fue La niña enferma— buscaba expresión (Expresionismo)."

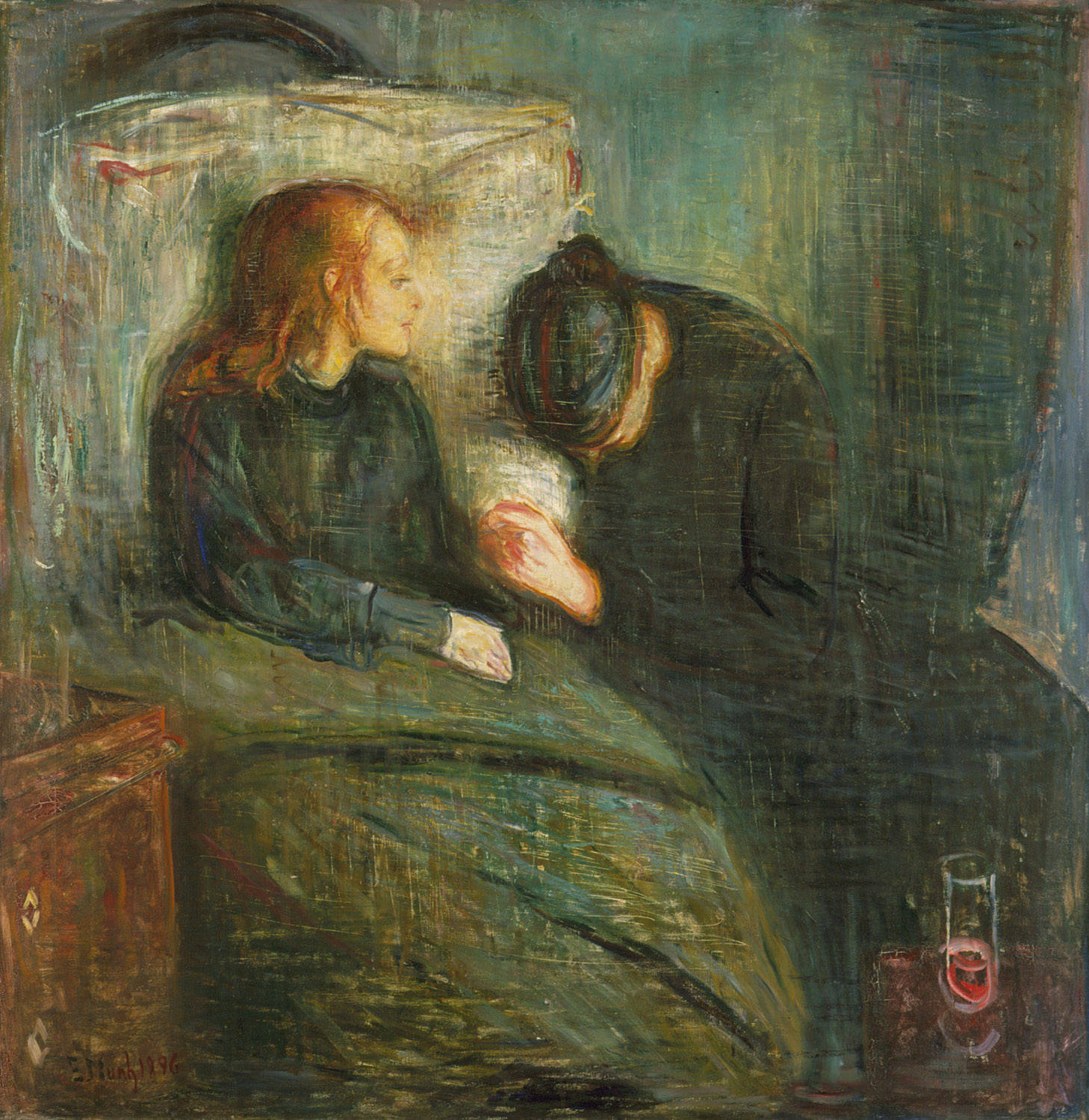
Edvard Munch, La niña enferma, 1896. La segunda en la serie fue completada mientras el artista vivía en París, Konstmuseet, Gotemburgo.
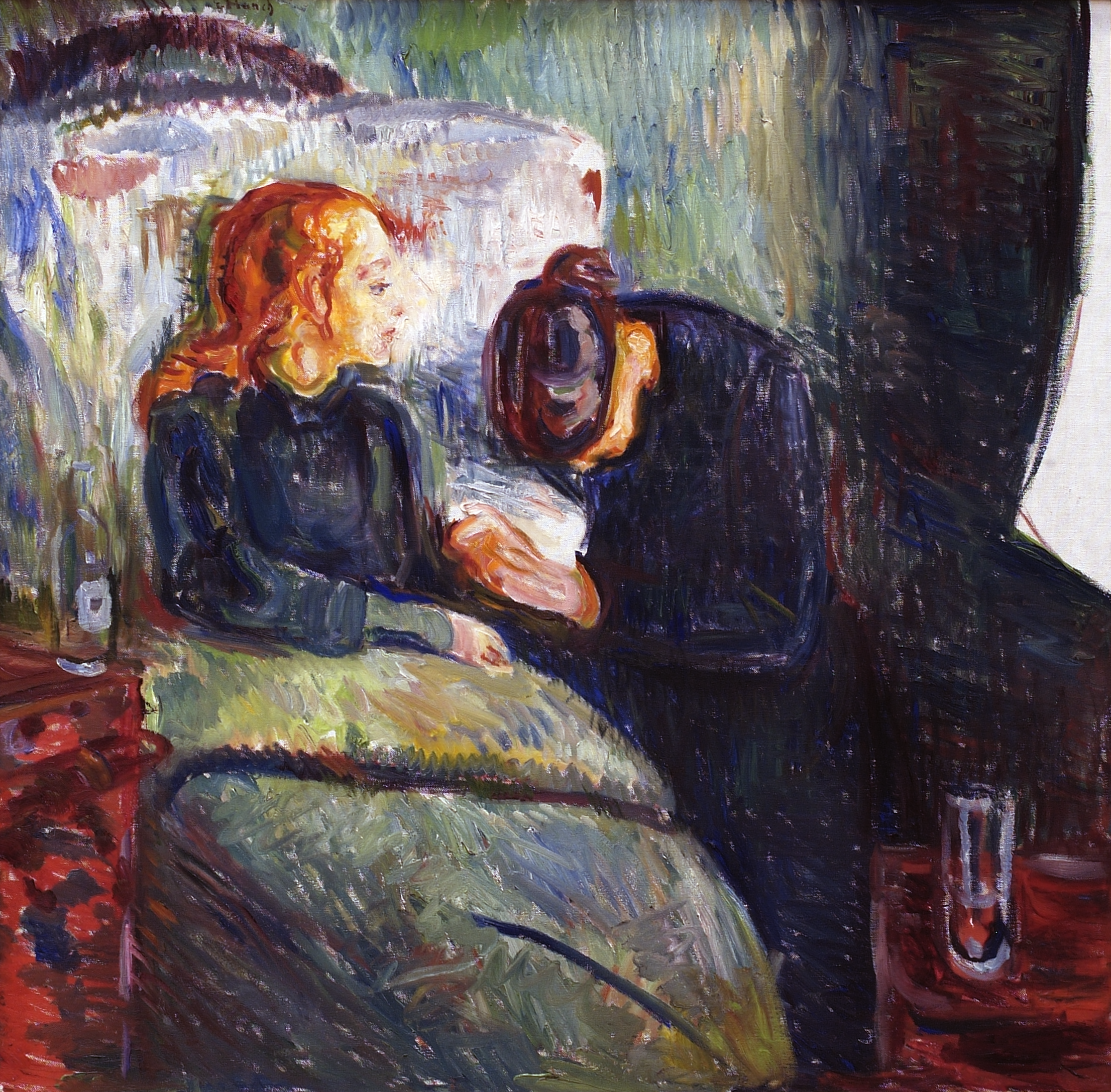
Edvard Munch, La niña enferma, 1907. Tercer óleo sobre lienzo de la serie, 118 x 120 cm Thiel Gallery, Estocolmo.
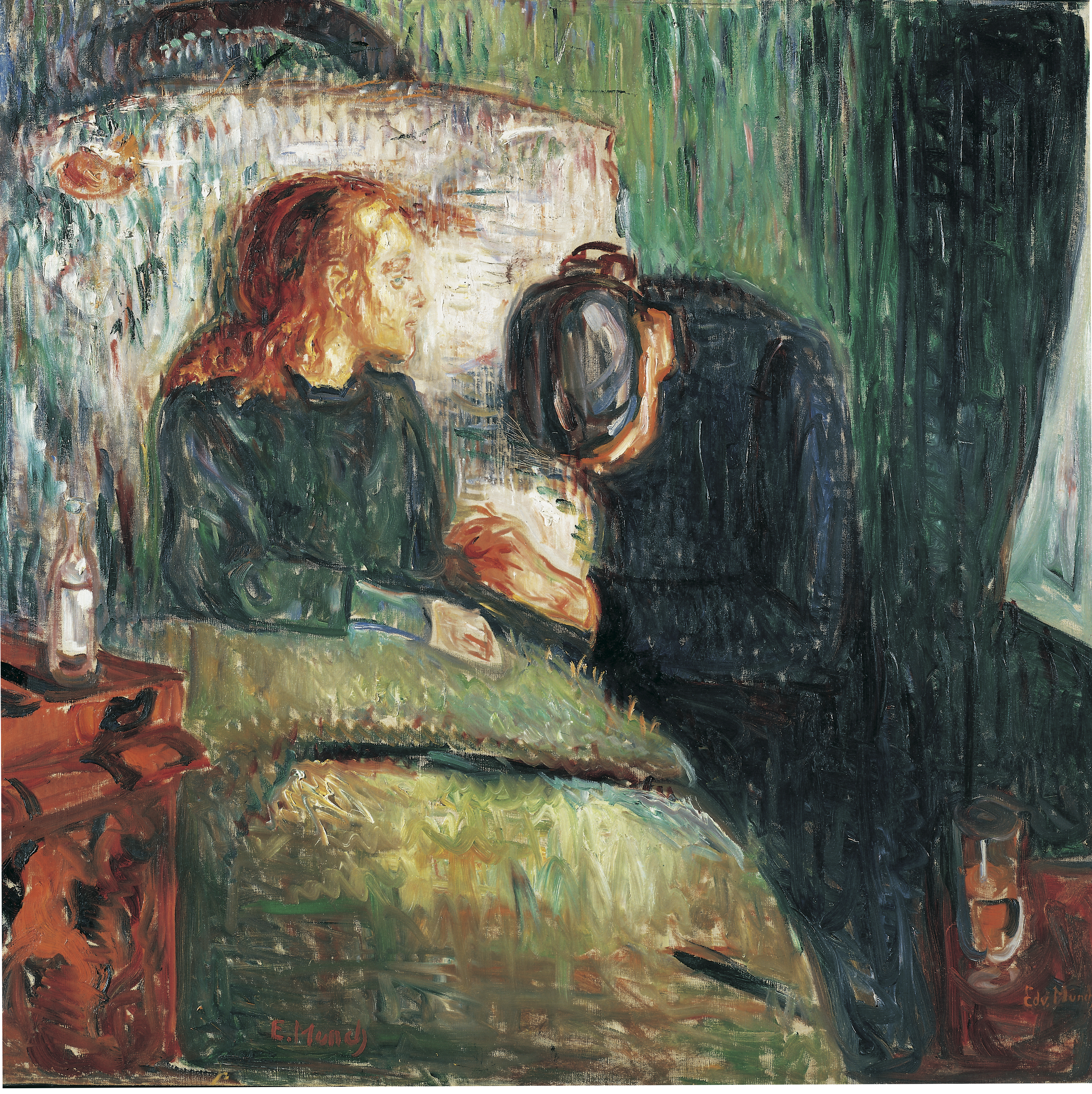
Edvard Munch, La niña enferma, 1907. Cuarta en la serie. óleo sobre tela, 137 × 139 cm. Tate, Londres.
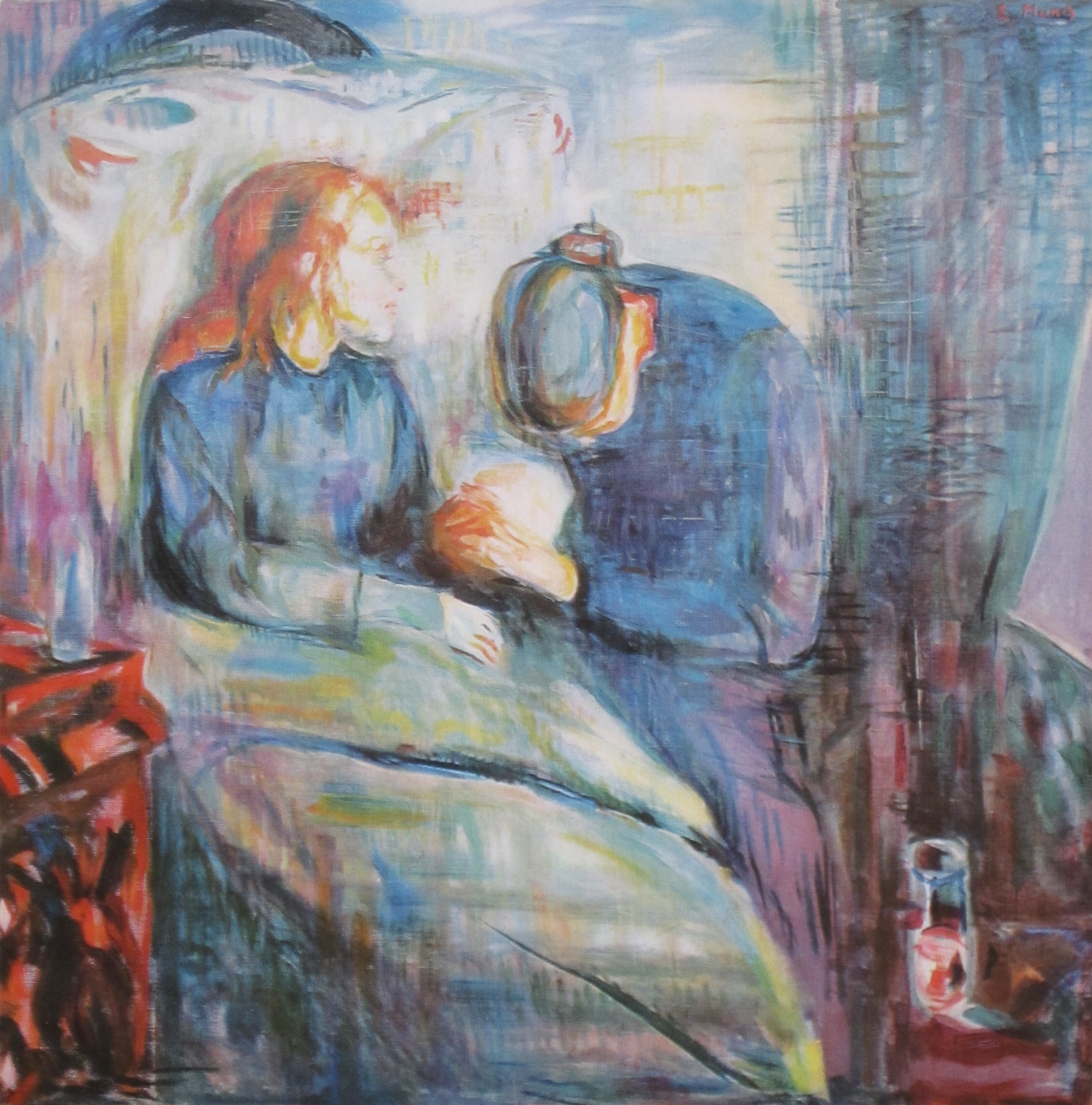
Edvard Munch, La niña enferma, 1925. Quinta en la serie. Óleo sobre tela, 117 × 118 cm. Museo Munch, Oslo

Las seis versiones pintadas son:
- 1885–1886, Nasjonalgalleriet, Oslo. Impresionismo, dominada por pinceladas verticales fuertes, compuesta mayoritariamente en blancos, grises y verdes. Pequeñas áreas fueron repintadas.
- 1896, Konstmuseet, Gotemburgo. Completada mientras Munch vivía en París. Mayoritariamente tonos verdes y una paleta más rica, sin embargo las pinceladas son más finas.
- 1907, Thielska Galleriet, Estocolmo. Una comisión del sueco financiero y coleccionista de arte Ernest Thiel. Thiel también encargó al muy solicitado Munch, un retrato del ídolo del banquero Friedrich Nietzsche, cuyos trabajos más tarde tradujo al sueco.
- 1907 Tate, Londres. Evidencia de que este trabajo también fue encargado por Thiel. Durante un tiempo esta pintura se creyó que había sido ejecutada en 1916. El trabajo estuvo en la Gemäldegalerie, Dresde hasta 1928.
- 1925 o anterior. Museo Munch, Oslo. La datación de la pintura es incierta; algunos historiadores del arte han propuesto una fecha tan temprana como 1916. La fecha más tardía de 1925 se basa en el año de su primer registro superviviente; la fotografía tomada en el estudio de Munch.[8]
- 1927 o anterior. Museo Munch, Oslo.

## Tema
En 1930, Munch escribió al director de la galería Nacional de Oslo admitiendo que "En cuanto a La niña enferma, era el periodo que denomino la Edad de la Almohada. Un gran número de pintores hicieron cuadros de niños enfermos en sus almohadas." Munch se refería a la gran prevalencia de la tuberculosis en el momento; las representaciones contemporáneas de la enfermedad pueden ser vistas en los trabajos de Hans Heyerdahl y Christian Krohg.

## Recepción
Cuando la primera versión original fue exhibida en 1886 en la Exposición de Otoño en Cristianía, fue abucheada por los espectadores y provocó "una auténtica tormenta de protesta e indignación" de los críticos consternados por su técnica impresionista, quejándose de que la obra parecía inacabada, solo un boceto. Un reproche que afrontaban habitualmente los impresionistas. Muchos consideraron insatisfactoria la clave de la pintura - las manos unidas de las mujeres - al no estar bien detallada, sin líneas describiendo sus dedos, reducida esencialmente a manchas de pintura. En su defensa Munch dijo, "No pinto lo que veo sino lo que vi."
La exposición fue revisada por el crítico Andreas Aubert, que escribió: " Hay genio en Munch. Pero también existe el peligro de que vaya a los perros ... Por esta razón, por el propio bien de Munch, desearía que su Niña enferma hubiera sido rechazada ... En su forma presente este  estudio [!] es simplemente un bosquejo medio descartado."
40 años más tarde, los nazis consideraron las pinturas de Munch "arte degenerado" y las sacaron de los museos alemanes. Los trabajos, incluida la versión de 1907 de La niña enferma de la galería Dresde, fueron llevados a Berlín para ser subastados. El comerciante de arte noruego Harald Holst Halvorsen adquirió muchos, incluyendo La niña enferma, con el objetivo de regresarlos a Oslo. La pintura de 1907 fue adquirida por Thomas Olsen en 1939 y donada a la Tate Gallery.

## Legado
El 15 de febrero de 2013, cuatro sellos postales noruegos fueron emitidos por Posten Norge, reproduciendo imágenes de obras de Munch en honor al 150.º aniversario de su nacimiento. Un primer plano de la cabeza de la niña de una de las versiones litográficas fue utilizada para el diseño del sello de 15 coronas.